# Ippling
Ippling település Franciaországban, Moselle megyében. Lakosainak száma 790 fő (2022. január 1.). Ippling Hundling, Rouhling, Sarreguemines és Woustviller községekkel határos.

## Népesség
A település népességének változása:
| Lakosok száma | 599  | 637  | 640  | 757  | 723  | 736  | 785  | 797  | 797  | 790  |
|               | 1968 | 1982 | 1990 | 2006 | 2013 | 2015 | 2017 | 2019 | 2020 | 2022 |